# Eusarsiella janiceae
Eusarsiella janiceae är en kräftdjursart som beskrevs av Louis S. Kornicker 1976. Eusarsiella janiceae ingår i släktet Eusarsiella och familjen Sarsiellidae. Inga underarter finns listade i Catalogue of Life.